# 大叶锣
大叶锣（学名：Didissandra sesquifolia），为苦苣苔科漏斗苣苔属下的一个种。